# Schein-Aus
Schein-Aus (off mode) ist der Zustand eines Elektrogerätes, in dem es keine Funktion bereitstellt, vermeintlich ausgeschaltet ist und dennoch unnötig Strom verbraucht. Abhilfe schafft „Netzstecker ziehen“.

## Schein-Aus Mechanismus

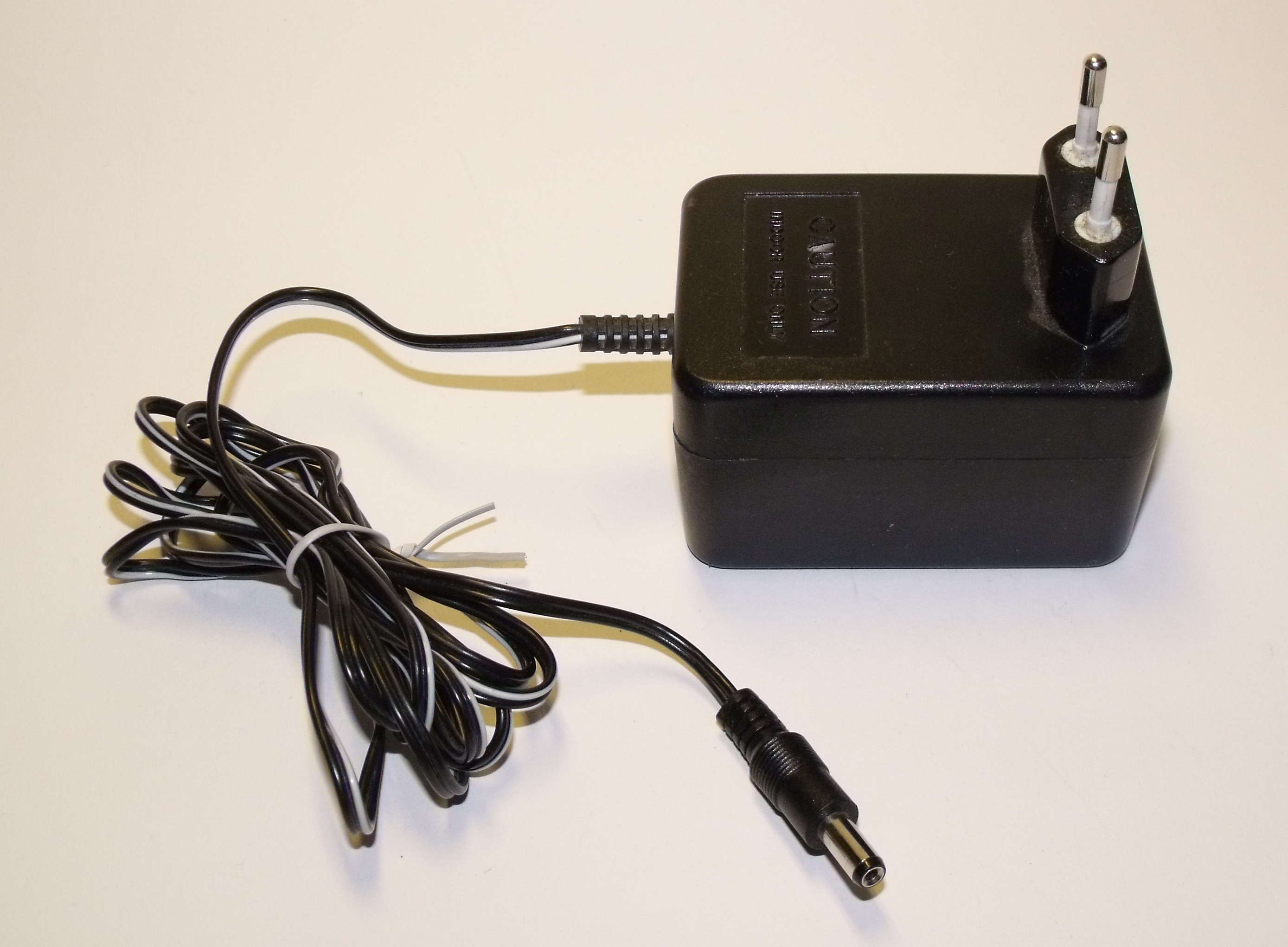
Steckernetzteil

Beim Schein-Aus ist das Gerät nicht vollständig vom Stromnetz getrennt. Der Verbrauch kommt zustande, weil das Gerät keinen Netzschalter besitzt und daher das Netzteil ständig läuft bzw. Leerlaufverluste verursacht. Steckernetzteile verbrauchen immer unnötig Energie.
Dagegen hilft eine schaltbare Steckdosenleiste dazwischenzuschalten, oder einfach „Netzstecker ziehen“.

## Steckernetzteile
Viele Geräte werden durch separate Steckernetzteile versorgt. Solche Netzteile lassen sich nicht abschalten. Sie verbrauchen bei einer Leistungsabgabe unter 50 Watt gesetzlich vorgeschrieben maximal 0,3 Watt, in den USA maximal 0,1 Watt.

## Bereitschaftsbetrieb (stand by)

Das Standby-Symbol gem. IEC 60417-5009 wird landläufig meist fälschlich als „Power-Button“ bezeichnet

Der Bereitschaftsbetrieb (stand by) hingegen verursacht zusätzlichen Stromverbrauch. Dabei stellt er Funktionen bereit, z. B. die Anzeige der Uhrzeit, die Möglichkeit des Einschaltens per Fernbedienung oder die Bereitschaft zum Datenaustausch.

## Ausschalten durch Netzschalter
Beim Ausschalten mittels eines Netzschalters wird der Leistungsverbrauch auf Null reduziert.
Bei einigen Geräten befindet sich der Ausschalter jedoch auf der Niederspannungsseite des Netzteils, also hinter dem Netzteil. Der Hersteller spart dadurch Kosten, da der Schalter aufgrund der niedrigeren Spannung, des niedrigeren möglichen Kurzschlussstromes und der geringeren Kontaktbelastung der Schalter und dessen elektrische Isolation billiger ausgeführt werden kann. Für den Verbraucher ist das teuer und für die Umwelt schädlich, da das Netzteil dabei immer in Betrieb bleibt, Energie verbraucht und CO2 erzeugt.

## „Ausschalt“-Taste
Einige Geräte haben eine Taste, die lediglich auf die Steuerung des Gerätes (in der Regel ein Mikrocontroller) wirkt und hierüber Anzeigen, Beleuchtung usw. abschaltet. Hier bleiben nach dem vermeintlichen Ausschalten nicht nur das Netzteil in Betrieb, sondern auch Teile des Gerätes.

## Gesetzliche Vorgaben
Seit 2014 dürfen in der EU elektrischer und elektronischer Haushalts- und Bürogeräte im Bereitschafts- und im Aus-Zustand maximal 0,5 Watt verbrauchen. Ab 2010 durften die Geräte laut EU-Verordnung 1275/2008 noch 1 Watt verbrauchen.
In USA und Kanada dürfen die Geräte hingegen nur 0,1 Watt verbrauchen.